# Mentira (canción)

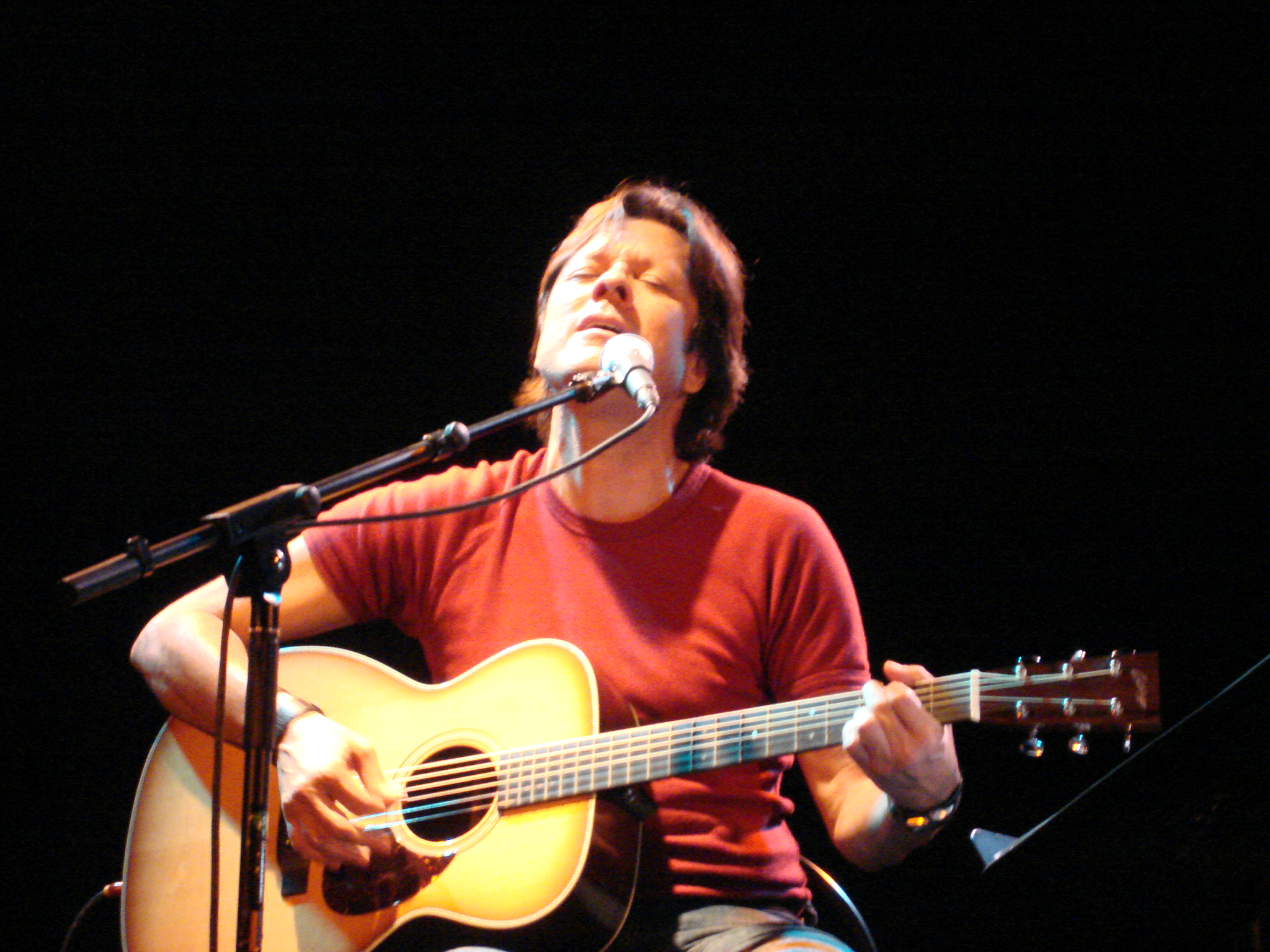
Intérprete que popularizó la canción, Hernaldo Zúñiga.

"Mentira" es una canción compuesta e interpretada por el chileno Buddy Richard que tuvo gran éxito internacional en 1982, con versiones grabadas por el cantante, cantautor y compositor nicaragüense Hernaldo Zúñiga y, casi de manera simultánea, también significó un éxito importante para la argentina Valeria Lynch. Esta canción la compuso Richard para participar en 1980 en el concurso televisivo chileno Aplauso de Canal 13, donde llegó en segundo lugar, siendo la canción triunfadora "basta ya", interpretada por Cristóbal.
Según el mismo Hernaldo manifiesta "la oí en la transmisión televisiva de un concurso musical en Santiago, Chile, mientras descansaba en la habitación de un hotel", luego de lo cual hizo, para esta canción, la primera versión grabada que apareció en un disco, publicándola en su álbum de 1982 titulado A tanto fuego. Por su parte, Lynch, quien participó como invitada estelar en el concurso de canto donde triunfó Richard, la incluyó en su exitoso álbum Quiéreme, ese mismo año.
Para Zúñiga, esta canción, al igual que su anterior éxito "Procuro olvidarte", resultó contundente en el ámbito musical internacional, encabezando las listas de popularidad en Iberoamérica, a partir de entonces, hasta la fecha, forma parte infaltable de su repertorio en conciertos y presentaciones en vivo e indiscutiblemente la misma le ha brindado incontables satisfacciones en su carrera artística.
Debido al enorme éxito internacional de "Mentira", la misma ha sido grabada y versionada por importantes artistas, tales como los ya mencionados Hernaldo Zúñiga (quien además de la versión de estudio, lanzó otras dos estupendas versiones en vivo) y Valeria Lynch, además de Buddy Richard (su compositor), Ornella Vanoni, Iva Zanicchi, Kika Edgar, y más recientemente Yuridia, en su álbum debut La voz de un ángel, Manuel Mijares, en su álbum de covers Vivir así y el Trío Sol y Do, entre otros. En 2023, fue versionada por la actriz chilena Josefina Fiebelkorn para la telenovela chilena Juego de ilusiones.